# Schifffahrtsgesellschaft Hallwilersee
Die Schifffahrtsgesellschaft Hallwilersee AG (SGH) ist ein konzessioniertes Unternehmen, das Schifffahrt auf dem Hallwilersee in den Kantonen Aargau und Luzern betreibt. Die Aktiengesellschaft mit Sitz in Meisterschwanden besteht seit dem Jahr 1888. Jeweils von Ende März bis Ende Oktober führt die SGH Kursfahrten durch, hinzu kommen ganzjährig Sonderfahrten.

## Betrieb
Mit fünf Festangestellten und rund 50 Teilzeitbeschäftigten betreibt die SGH fünf Motorschiffe mit einer Gesamtkapazität von 910 Fahrgästen (Stand: 2018). Im Jahr 2013 beförderte sie insgesamt 135'027 Personen und erwirtschafte dabei einen Betriebsgewinn von 207'000 Franken. 1960 waren noch 23'000 Personen befördert worden, im Rekordjahr 2011 über 140'000.
Die Saison dauert von Ende März bis Ende Oktober. Je nach Tag und Jahreszeit verkehren auf der Strecke Meisterschwanden–Seengen–Birrwil–Beinwil am See–Meisterschwanden (oder in umgekehrter Richtung) vier bis acht Kurse täglich. An Sonntagen und allgemeinen Feiertagen kommen vier grosse Seerundfahrten auf der Strecke Meisterschwanden–Aesch–Mosen–Beinwil am See–Birrwil–Boniswil–Seengen–Meisterschwanden hinzu. Darüber hinaus werden zahlreiche Sonderfahrten angeboten (auch ausserhalb der Saison), von denen die meisten ein kulinarisches Thema haben. Generalabonnement und Halbtaxabonnement sind gültig, nicht aber Fahrkarten des Tarifverbunds A-Welle.

## Geschichte

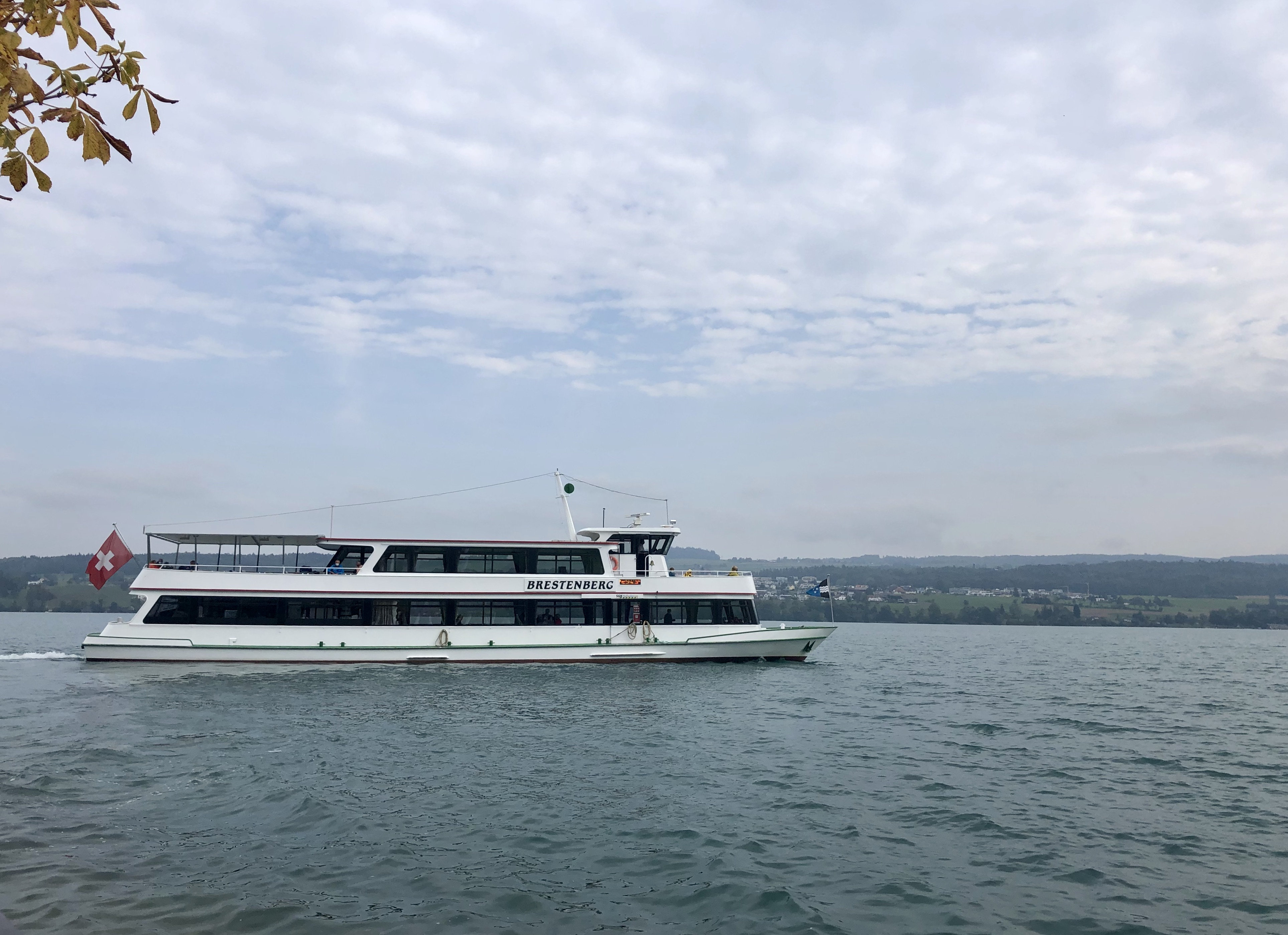
MS «Brestenberg»

Bis 1830 bestanden auf dem See sporadische Fährverbindungen, die Lehen oder Pacht der Herren von Hallwyl waren. In den 1870er Jahren bestanden Pläne für den Bau einer Bahnlinie durch das Seetal, wobei die Strecke dem Ostufer des Hallwilersees entlang führen sollte. 1872 formierte sich ein Komitee, das ein entsprechendes Konzessionsgesuch einreichte. Die mit britischem Kapital erbaute und 1883 eröffnete Seetalbahn führte jedoch dem Westufer entlang, wodurch die Gemeinden Seengen und Meisterschwanden verkehrstechnisch ins Abseits gerieten (letztere zumindest bis zur Eröffnung der Wohlen-Meisterschwanden-Bahn im Jahr 1916). Daraufhin gab es Bestrebungen zur Erschliessung des Hallwilersees mit einem Dampfschiff. In Meisterschwanden traf sich am 9. Oktober 1887 ein Gründungskomitee, das erste Abklärungen in die Wege leitete. Schliesslich bildete sich am 15. Dezember 1887 in Seengen ein Exekutivkomitee für die Gründung einer Dampfschiffgesellschaft. In der Folge wurden 145 Aktien zu 100 Franken gezeichnet, sodass am 27. Mai 1888 in Meisterschwanden offiziell die Hallwilersee-Dampfschifffahrtsgesellschaft gegründet werden konnte. Präsident Jakob Fischer-Gloor erwarb am Zürichsee mit eigenen Mitteln das Dampfboot Otto, benannt nach seinem früh verstorbenen Sohn. Es verkehrte erstmals am 8. Juli 1888 zwischen Meisterschwanden, Birrwil und Beinwil am See. Im Juni 1889 kam das von Escher-Wyss gebaute Dampfschiff Hallwyl I hinzu. Im selben Jahr entstanden Schiffsstege in Seengen, Aesch und Mosen.
Der Kanton Aargau drohte mit der Betriebseinstellung, da das Dampfboot unterbesetzt und das Dampfschiff mehrmals überladen gewesen war. Nachdem Nationalrat Max Alphonse Erismann vorübergehend zum Betriebsdirektor ernannt worden war und die Situation sich dadurch verbessert hatte, wurde die Einstellungsverfügung widerrufen. Durch seine Vermittlung übernahm die Seetalbahn im Sommer 1890 die Betriebsführung. Im März 1893 nahm das ebenfalls von Fischer-Gloor vorfinanzierte Dampfschiff Seethal I den Betrieb auf. Fischer-Gloor starb im Februar 1898; in seinem Testament verfügt er grosszügige Schenkungen, die das langfristige Überleben der Schifffahrtsgesellschaft sicherten. Ebenso profitierte das Unternehmen nun von jährlichen Subventionen. 1910 verkaufte die Gesellschaft die als unwirtschaftlich empfundene Hallwyl I und erwarb stattdessen die Bayern. Dieses im Jahr zuvor in Konstanz erbaute Motorboot erhielt den Namen Hallwyl II, wurde gründlich revidiert und war ab 1911 im Einsatz. Während des Ersten Weltkriegs verkehrten die Schiffe nur sonntags, im Sommer 1918 mussten die Fahrten wegen Treibstoffmangels drastisch reduziert werden. Im Mai desselben Jahres wurde das Motorboot Seethal II in Betrieb genommen und die Seethal I an die Waser-Werft in Stansstad verkauft. 1923 konnte die Schifffahrtsgesellschaft dank der kostengünstig zu betreibenden Motorboote erstmals einen Überschuss erwirtschaften. Nach dem Zweiten Weltkrieg begannen die Fahrgastzahlen markant anzusteigen.
Ein schwerer Sturm verursachte 1959 Schäden an beiden Schiffen und an der Schiffshütte in Meisterschwanden. Von der Hallwyl II blieb nur der Schiffsrumpf erhalten; darauf basierend entstand durch vollständigen Umbau die Möve. Ein Jahr später ergänzte das in Neuchâtel gebaute Motorschiff Romandie die Flotte unter der neuen Bezeichnung Seetal III, während die Seethal II in Hallwil III umbenannt wurde. Als 1962 der Umbau der Möve komplett war, verfügte das Unternehmen erstmals nach 70 Jahren wieder über drei Schiffe gleichzeitig. Ausserdem trat es dem Verband Schweizerischer Schifffahrtsunternehmungen bei. Im Dezember 1964 konnte in Meisterschwanden eine Slipanlage in Betrieb genommen werden. 1969 kaufte die SGH das Motorschiff Fortuna, das bisher in Vallendar am Rhein stationiert gewesen war. Die Frequenzen stiegen sprunghaft an und überschritten 1971 die Marke von 100'000 Fahrgästen pro Jahr. Die Hallwil III genügte den Anforderungen nicht mehr, weshalb die SGH als Ersatz bei der Lux-Werft in Mondorf ein grösseres Schiff in Auftrag gab. Im April 1977 verkehrte die neue Hallwil IV erstmals auf dem See. Damit begann eine jahrzehntelange Zusammenarbeit mit der Lux-Werft, die bis heute andauert. Erstmals überhaupt verfügte die SGH über vier Schiffe gleichzeitig. Mit der Ursula kam 1983 ein fünftes Schiff hinzu, ein Occasionsmodell aus Schaffhausen, das nach nur sechs Jahren weiterverkauft wurde. Das 300-plätzige Motorschiff Brestenberg, das Flaggschiff der Hallwilerseeflotte, nahm am 30. Mai 1990 seinen Betrieb auf. Die Möve wurde 1997 verkauft; an ihre Stelle trat im folgenden Jahr die Seerose, die durch ihr besonders edles Interieur auffällt.
1996 begannen die Planungen für ein neues Werftgebäude, das modernen Ansprüchen genügt. Es erforderte einen finanziellen Aufwand von 500'000 Franken und konnte am 23. April 1999 seiner Bestimmung übergeben werden. 1999 änderte die Gesellschaft ihren Namen von Schiffahrtgesellschaft des Hallwilersees zu Schifffahrtgesellschaft Hallwilersee. 
Da die Seetal III kaum noch zum Einsatz kam, wurde sie 2009 nach Biel verkauft, wo sie nach einem Umbau als luxuriöses Salonschiff verkehrt. Im März 2010 erhielt die SGH ein neues Schiff, die Seetal IV mit 200 Plätzen, die erstmals am 23. April verkehrte. Die in die Jahre gekommene Fortuna wurde 2017 an ihren früheren Besitzer, die Personenschifffahrt Gilles GmbH in Vallendar, zurückverkauft und dient dort seither als Büroschiff. An ihre Stelle trat das neue Motorschiff Delphin, das 200 Fahrgästen Platz bietet und als Novum einen Aufzug besitzt. Ihre Jungfernfahrt hatte sie am 9. Juni 2018.

## Flotte
Aktuell besitzt die SGH folgende fünf Schiffe:
| Name         | Typ         | Baujahr | Länge   | Breite | Passagiere | Bauwerft           | Bild |
| ------------ | ----------- | ------- | ------- | ------ | ---------- | ------------------ | ---- |
| Brestenberg  | Motorschiff | 1990    | 34,00 m | 6,50 m | 300        | Lux-Werft, Mondorf |      |
| Delphin      | Motorschiff | 2018    | 34,20 m | 6,50 m | 200        | Lux-Werft, Mondorf |      |
| Hallwil (IV) | Motorschiff | 1977    | 25,00 m | 5,90 m | 150        | Lux-Werft, Mondorf |      |
| Seerose      | Motorschiff | 1998    | 23,25 m | 6,90 m | 060        | Lux-Werft, Mondorf |      |
| Seetal (IV)  | Motorschiff | 2010    | 34,00 m | 6,50 m | 200        | Lux-Werft, Mondorf |      |

Frühere Schiffe der SGH:
| Name                         | Typ         | Baujahr | Betriebsjahre | Länge   | Breite | Passagiere | Bauwerft               | Bild |
| ---------------------------- | ----------- | ------- | ------------- | ------- | ------ | ---------- | ---------------------- | ---- |
| Fortuna                      | Motorschiff | 1963    | 1969–2017     | 23,70 m | 5,30 m | 170        | Lux-Werft, Mondorf     |      |
| Hallwyl (I)                  | Dampfschiff | 1889    | 1889–1911     |         |        | 070        | Escher-Wyss, Zürich    |      |
| Hallwyl (II)                 | Motorboot   | 1909    | 1911–1960     | 11,00 m |        | 040        | Schlosswerft, Konstanz |      |
| Möve *                       | Motorboot   | 1962    | 1962–1997     |         |        |            |                        |      |
| Otto                         | Dampfboot   | 1888    | 1888–1897     |         |        | 025        |                        |      |
| Seethal I                    | Dampfschiff | 1893    | 1893–1917     |         |        | 035        |                        |      |
| Seethal (II) / Hallwil (III) | Motorboot   | 1909    | 1918–1977     |         |        |            |                        |      |
| Seetal (III)                 | Motorschiff | 1952    | 1960–2009     | 19,50 m | 5,50 m | 130        | Decker, Neuchâtel      |      |
| Ursula                       | Motorschiff | 1957    | 1983–1989     |         |        |            |                        |      |

* Umbau von Hallwyl (II)